# Paravolvulus fausti
Paravolvulus fausti är en skalbaggsart som först beskrevs av Schmidt 1885.  Paravolvulus fausti ingår i släktet Paravolvulus och familjen stumpbaggar. Inga underarter finns listade i Catalogue of Life.